# Leone Sinigaglia
Pour les articles homonymes, voir Sinigaglia.
Leone Sinigaglia, né le 14 août 1868 à Turin et mort le 6 mai 1944 dans la même ville, est un compositeur et alpiniste italien.

## Biographie
Il naît dans une famille de la haute bourgeoisie turinoise et vit dans sa ville natale à la fin du XIXe siècle. Il est l’ami de Galileo Ferraris, Cesare Lombroso et Leonardo Bistolfi. Leone Sinigaglia commence à étudier le violon, le piano et la composition avec Giovanni Bolzoni et Federico Buffaletti au conservatoire de musique de Turin. Puis il entreprend des voyages à travers les villes d'Europe, en 1894, il est à Vienne où il rencontre Johannes Brahms, et étudie avec Eusebius Mandyczevski. Cette même année, il compose plusieurs pièces dont le Concerto pour violon et orchestre, op. 20.
En 1900, il est à Prague, où il étudie avec Antonín Dvořák, qui attire son attention sur les musiques populaires traditionnelles.
Leone Sinigaglia est mort d'une crise cardiaque à Turin en 1944 au cours de son arrestation par les forces d'occupation nazies, il était âgé de 75 ans.

## Œuvres
À son retour à Turin en 1901 et pendant les années qui suivent, il s'attache à transcrire une grande quantité de chants populaires anciens appartenant à la tradition orale. 
- Hora Mystica pour quatuor à cordes, Paris, Richault et Cie, 1894.
- Romanze, pour cor et quatuor à cordes (ou orchestre à cordes), op. 3, Milan, Ricordi, 1902.
- Konzert-Etude, pour quatuor à cordes, op. 5, Leipzig, Ernst Eulenburg, 1901.
- Fogli d'album, pour piano, op. 7, Milan, Ricordi e C.
- Scherzo pour quatuor à cordes, op. 8, Milan, Ricordi e C., 1898.
- Étude-Staccato pour piano, op. 11, Berlin, Simrock, 1900.
- Drei Lyrische Stücke pour violon et piano, op. 12, 1898.
- Drei Romantische Stücke pour violon et piano, op. 13, 1902.
- Zwei Gartenliedchen f. kl. vierstimm. Frauenchor m. Pfte, op. 14. Leipzig, Rahter, 1898.
- Vier Lieder von Joseph von Eichendorff, op. 15, Berlin, Simrock, 1902.
- Romanza e umoresca pour violoncelle et orchestre, op. 16, 1898.
- Drei Lieder aus Rudolph Baumbach's Lieder eines fahrenden Geselle, op. 17. 1898.
- Drei Frauenchöre, op.18, Hambourg, D. Rahter / Londres, Novello, 1898.
  1. Winterlied
  2. Zeisig
  3. Süsses Begräbnis
- Douze variations sur un thème de Franz Schubert, pour hautbois et piano, op. 19, 1898.
- Concerto pour violon en la majeur, op. 20, 1899.
- Adagio tragico pour orchestre cordes, op. 21,1900.
- Variations sur un thème de Brahms, pour quatuor à cordes, op. 22, Berlin, Simrock, 1902.
- Tre Romanze pour soprano et piano, op. 23. 1902.
- Zwei Klavierstücke, op. 24, Mayence, Schott, 1903.
- Quatre petites pièces pour violon et piano (Albumblatt, Capriccio all'antica, Bagatelle, Saltarello) op. 25, Mayence, Schott, 1903
- Rapsodia piemontese, pour violon et orchestre, op. 26, Leipzig, Breitkopf & Härtel, 1904.
- Quatuor à cordes en ré majeur, op. 27, Leipzig, Breitkopf & Härtel, 1906.
- Deux pièces (Lied & Humoreske) pour cor et piano, op. 28, Leipzig, Breitkopf & Härtel, 1905.
- Romance pour violon et orchestre, op. 29, Leipzig, Breitkopf & Härtel, 1906.
- Danze piemontesi pour orchestre op. 31, 1903. Réduction pour piano à 4 mains (Ernesto Consolo), Leipzig, Breitkopf & Härtel, 1907.
- Ouverture pour la comédie de Goldoni Le Baruffe Chiozzotte, op. 32, Leipzig, Breitkopf & Härtel, 1908.
- Sérénade pour trio à cordes en ré majeur, op. 33, Leipzig, Breitkopf, 1908.
- Quattro canzoni pour soprano et piano, op. 34, Breitkopf, 1908.
- Deux pièces caractéristiques (Regenlied & Etude-caprice) pour quatuor à cordes, op. 35, Breitkopf & Härtel, 1910.
- Piemonte : suite pour orchestre sur des thèmes populaires, op. 36, Leipzig, Breitkopf & Härtel, 1912.
- Tre canti pour mezzo et piano, op. 37, Leipzig, Breitkopf, 1912.
- Lamento in memoria di un giovane artista (Natale Canti), pour orchestre, op. 38, Leipzig, Breitkopf & Hartel, 1930.
- Tre vecchie canzoni popolari del Piemonte raccolte e trascritte per due voci di donna con accompagnamento di pianoforte, op. 40a (trad. française de Marguerite Turin, trad. allemande d'Alois Botstiber), Leipzig, Breitkopf & Härtel, 1926.
- Sonate pour violoncelle et piano en ut majeur, op. 41, 1923.
- Rondo pour violon et orchestre, op. 42. Leipzig, Breitkopf und Härtel, 1934.
- Sonate pour violon et piano en sol majeur, op. 44, Milan, Ricordi e C., 1936.
- 36 vecchie canzoni popolari del Piemonte per canto e pianoforte (1914-27) (ristampa, con introduzione e commento a c. di Lidia Benone Giacoletto e Andrea Lanza), Turin, Zedde, 2002[2].
- La raccolta inedita di 104 canzoni popolari piemontesi con accompagnamento per il pianoforte (revisione a cura di Andrea Lanza), Turin, Zedde, 2003  (ISBN 88-88849-02-5)[3],[4].

## Alpinisme
Il réalise l'ascension du Croda da Lago et du Monte Cristallo, dans les Dolomites ce qu'il raconte dans un livre traduit en anglais sous le titre : Climbing reminiscences of the Dolomites (Mémoires d'ascension dans les Dolomites).